# 田中絵里花
田中 絵里花（たなか えりか、1997年7月15日 - ）は、日本の元タレント。
東京都出身。かつてはプロダクションノータイトルに所属していた。

## 来歴
2010年、1月11日から3月31日まで、ムシガールの一員として『おはスタ・第1部』にレギュラー出演。同年4月1日より、小川紗季・井之上史織と共におはガールとして『おはスタ・スーパーライブ』にレギュラー出演。
2010年8月7日に開催された、『Hello! Project 2010 SUMMER 〜ファンコラ!〜』のオープニングアクトに、井之上史織と共に1日限りのゲスト出演。元々同ツアーのオープニングアクトを担当していた小川紗季を含め、おはガールの3人が勢揃いした。
2010年9月10日、おはガールのユニット名が「おはガールメープル」に決定。
2012年3月27日、おはガールメープルが『おはスタ』を卒業。同年10月10日、雨宮悠香・松岡美羽・鉄戸美桜と共に、アイドルユニット「ちゅっちゅ♡」を結成。10月14日、ユニット名が「BME♡」に変更。
2013年3月2日に開催された『東京ガールズコレクション』に、『Rの法則』のR's代表メンバーの一人として出演し、ダンスを披露。同年3月31日、BME♡が活動を休止。
2014年4月7日、自身のブログ上で、「大学進学が第一の目標」を理由に、芸能活動の休業を発表した。

## エピソード
- おはスタ内で将来の夢を尋ねられた際、「キャビンアテンダント」だと回答している。
- 特技は、バトン、ダンス、バレーボール、水泳で[1]、中学ではバレーボール部に所属している。
- 野球観戦が好きで、熱烈なジャイアンツファン。好きな選手は、坂本勇人。おはスタのスタッフが坂本に取材に行った際に同行させてもらっているため、対面はすでに実現している。
- タレントの鈴木あきえは、従姉[4]。

## 出演

### テレビ番組
- おはスタ（テレビ東京）
  - 第1部（2010年1月11日 - 3月31日） - ムシガール
  - スーパーライブ（2010年4月1日 - 2012年3月27日） - おはガールメープル
- 美女学（2010年5月13日、テレビ東京）
- 極上!!めちゃモテ委員長「MMTV」（2010年7月31日 - 2011年4月10日、テレビ東京）
- Rの法則（2011年2月23日 - 2014年4月3日、NHK Eテレ） - 第1期R'sメンバー
- あんぐるランキング（2011年7月4日 - 7日、NHK Eテレ）

### 映画
- ハードボイルド・ファンタジー（2009年5月公開）
- 沈黙の隣人（2010年2月公開）

### インターネットテレビ
- 田中絵里花 プレミアム生放送（2012年3月5日、アメーバスタジオ）
- いらっしゃいませ えりか屋へ!（2012年4月13日 - 2012年12月14日、＠TV）
- 新アイドルユニット発表会見 in ポニーキャニオン（2012年10月10日、ブルー・ミュージックチャンネル）
- アイドル学園（2012年10月14日 - 2013年3月3日、ブルー・ミュージックチャンネル）
- 田中絵里花のえりか屋本店（2012年10月16日 - 2013年3月26日、ブルー・ミュージックチャンネル）
- よしもとショートフィルム 天津向監督作品「一日」 #1（2014年1月28日、ソフトバンクモバイル「お笑いLIFE」）

### 舞台
- PIRATES OF THE DESERT（2013年6月13日 - 15日、シアターグリーン BIG TREE THEATER） - 主演・ラナー 役

### CM
- バンダイ - ミラクルスピンバトン（2010年 - 2012年）
- キヤノン - ピクサス（2010年 - 2011年）
- ネスレ日本 - ネスレ・ミロ（2011年）

### 雑誌
- ちゃお（小学館） - おはスタコーナー （2010年6月号 - 2012年3月号）
- ヤンヤン（徳間書店） - 2010年12月号 Vol.17
- アニカンR（エムジーツー） - 2010年12月 Vol.84
- ぷっちぐみ（小学館） - おはスタコーナー （2011年3月号 - 2012年3月号）
- 月刊オーディション（白夜書房） - 2011年5月号
- Go!Go!吹奏楽（ヤマハミュージックメディア） - 2011年春号
- BOMB（学研パブリッシング） - 2011年7月号
- 月刊オーディション（白夜書房） - 2011年12月号
- 月刊オーディション（白夜書房） - 2012年9月号
- ディズニーファン（講談社） - 2013年10月号

### 書籍
- おはガールメープルのミラ☆テクDVDブック（小学館、2011年4月15日発売）

### 広告
- セントラルスポーツ（2010年）

## 作品

### CD
- マイ・スクール・マーチ （2010年11月24日発売 - おはガールメープル with スマイレージ）
「マイ・スクール・マーチ」 「モーニングチャイム!!!」